# 伯特·威廉姆斯

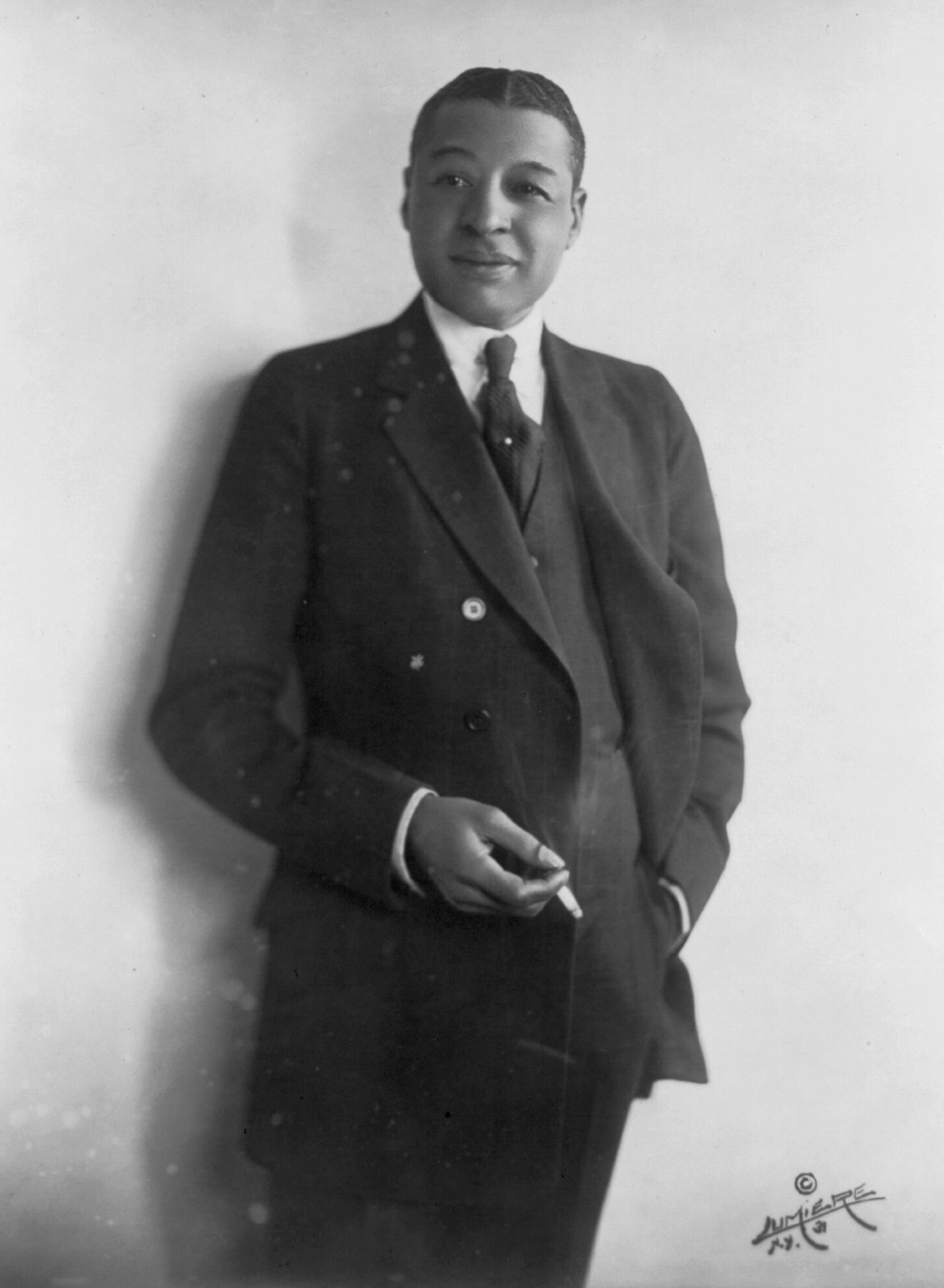
伯特·威廉姆斯

伯特·威廉姆斯 (1874年11月12日 - 1922年3月4日) 是一位生于巴哈马的美国歌舞杂耍表演艺人、喜劇演員。 他也是第一位百老匯劇院劇場黑人主角。晚年，他患上了抑郁症，并伴有酗酒和失眠。1922年2月27日，威廉姆斯在一场演出中晕倒。1922年3月4日，他在家中去世，享年47岁。 